# 대원환
대원환(大圓環)는 타이완 가오슝시 신싱 구 중산로와 중정로의 교차로이다.